# Georg Elfvengren
Georg (Yrjö) Elfvengren (Hamina, 1889 – Mosca, 1927) è stato un militare finlandese, colonnello della Guardia Imperiale Russa durante la prima guerra mondiale.

## Biografia
Con lo sgretolarsi dell'Impero russo divenne un importante comandante della guerra civile finlandese e dell'Heimosodat, Georg combatteva con l'Armata Bianca contro le Guardie Rosse finlandesi e russe dislocate sul confine russo-finlandese, in particolare nelle vicinanze dell'Istmo careliano. Dal novembre 1919 al maggio 1920 è stato il presidente del consiglio di governo della Repubblica dell'Ingria Settentrionale. Catturato dalle truppe bolsceviche, venne sommariamente processato e ucciso mediante fucilazione a Mosca nel 1927.

## Fonti
- Yrjö Elfvengren, il soldato della Russia e della Finlandia (inglese) (Russo) (Finlandese)